# Metapelma tenuicrus
Metapelma tenuicrus är en stekelart som beskrevs av Charles Joseph Gahan 1925. Metapelma tenuicrus ingår i släktet Metapelma och familjen hoppglanssteklar.
Artens utbredningsområde är Filippinerna. Inga underarter finns listade i Catalogue of Life.